# 풍선 (영화)
풍선(氣球, Balloon)은 중국에서 제작된 완마 차이단 감독의 2019년 드라마 영화이다. 제76회 베네치아 국제 영화제의 Horizons 부문에서 상영되었다.

## 출연
- Tso Yangshik
- Wangmo Sonam